# اوا گرین
اِوا گیل گرین (فرانسوی: Eva Gaëlle Green‎، تلفظ فرانسوی: [ɡʁin]؛ زادهٔ ۶ ژوئیهٔ ۱۹۸۰) بازیگر و مدل فرانسوی است. گرین بیشتر برای بازی در فیلم و سریال‌هایی در ژانر فانتزی و ترسناک و اجرای نقش زنان اغواگر با روحیه تاریک و پیچیده و همچنین همکاری با کارگردانانی همچون تیم برتون، برناردو برتولوچی و ریدلی اسکات شناخته شده است. گرین برای حضور در آثار مختلف، نامزد و برنده تعدادی جایزه از جمله بفتا شده است.
اوا گرین در اوایل ژوئیه ۱۹۸۰ در پاریس و در یک خانواده هنری متولد شد. مادرش، مارلن ژوبر خود بازیگر است که نقش زیادی در جذب گرین به این حرفه داشت. گرین کار خود را با حضور در تئاتر آغاز کرد و سپس با حضور در فیلم رؤیاپردازان (۲۰۰۳) قدم به سینما گذاشت. ایفای نقش سیبلا در فیلم قلمرو بهشت (۲۰۰۵) باعث شد توجهات جهانی به سوی وی جلب شود. یک سال بعد، گرین با حضور در نقش باند گرل اصلی فیلم کازینو رویال به نام وسپر لیند به شهرتی بین‌المللی دست پیدا کرد. فیلم و بازی گرین با تحسین منتقدان و تماشاگران همراه شد و گرین برای عملکرد خود برنده جایزه ستاره نوظهور بفتا شد.
به غیر بازی در فیلم‌های جریان اصلی، گرین برای حضور در آثار مستقل و کم بودجه نیز مشهور است. کراکز (۲۰۰۹)، رحم (۲۰۱۰) و حس بی‌نقص (۲۰۱۱) از جمله آثار مستقلی هستند که گرین در آن‌ها حضور پیدا کرد. در سال ۲۰۱۴، گرین نقش آرتمیس یکم را در فیلم ۳۰۰: ظهور یک امپراتوری ایفا کرد که این فیلم تبدیل به یکی از پرفروش‌ترین آثار وی شد. در همین سال، گرین در فیلم شهر گناه: بانویی که به خاطرش می‌کشم ساخته رابرت رودریگز و فرانک میلر ظاهر شد. گرین تاکنون بیشترین همکاری را با تیم برتون داشته و در سه فیلم سایه‌های سیاه (۲۰۱۲)، خانه دوشیزه پرگرین برای بچه‌های عجیب (۲۰۱۶) و دامبو (۲۰۱۹) جلوی دوربین وی رفته است. در سال ۲۰۱۹، گرین با بازی در نقش مادری فضانورد در فیلم پروکسیما، نامزد جایزه سزار بهترین بازیگر نقش اول زن فرانسه شد.
گرین تجربه حضور در دو سریال فانتزی را در کارنامه خود دارد. او نقش مورگان لو فی را در مجموعه تلویزیونی کملوت (۲۰۱۱) از شبکه استارز ایفا کرد. بازی در نقش ونسا آیوز در سریال فانتزی ترسناک داستان عامه‌پسند (۲۰۱۶–۲۰۱۴) از شبکه شوتایم، برای گرین نامزدی در رشته بهترین بازیگر نقش اول زن سریال درام در هفتاد و سومین مراسم گلدن گلوب را به دنبال داشت.

## کودکی و نوجوانی
اوا گیل گرین در تاریخ ۶ ژوئیهٔ ۱۹۸۰ و در شهر پاریس در فرانسه متولد شد. او تنها دو دقیقه از خواهر دوقلوی خود به نام جوی بزرگتر است. مادرش مارلن ژوبر، بازیگر و خواننده و پدرش والتر گرین دندان‌پزشک است که او نیز تجربهٔ بازیگری را داشته‌است. پدر گرین در برتاین زاده شده‌است و اصالتی سوئدی دارد. مادرش نیز در الجزایر زاده و در فرانسه متروپل بزرگ شد. گرین نتیجهٔ آهنگساز مشهور فرانسوی، پائول لفلم است.
گرین همچون مادر و اعضای خانواده‌اش یهودی است و به جامعه یهودی سفاردی‌ها تعلق دارد. گرین خودش را «یهودی سکولار» توصیف کرده که هرگز به عنوان یک دختر در کنیسه حضور پیدا نکرده و معتقد است بیشتر از هر دینی، «شهروند دنیا» است. او خودش را بورژوای خانواده‌اش می‌داند. گرین در طی مصاحبه‌ای گفت خواهرش نسبت به او شخصیت و روحیه بسیار متفاوتی دارد. گرین در اصل بلوند است اما زمانی که ۱۵ سال داشت موهای خود را به رنگ قهوه‌ای تغییر داد و چون از آن ظاهر خوشش آمد، آن رنگ را حفظ کرد. او با ماریکا گرین، الزا لونگینی، ژوزفین ژوبر و میا گرین نسبت فامیلی دارد. ریشه نام خانوادگی وی به تبار سوئدی پدرش بازمی‌گردد و ارتباطی به کلمه گرین در زبان انگلیسی و کلمه گرون در زبان سوئدی که هردو به معنی رنگ سبز هستند ندارد. کلمه «گرین» در سوئدی به معنای شاخهٔ درخت است.
گرین در فرانسه بزرگ شد و در دانشگاه انگلیسی زبان آمریکایی پاریس تحصیل کرد. او در دوران نوجوانی، به همراه خانواده‌اش در بین ایرلند و لندن دررفت‌وآمد بود. گرین در مدرسه، بچهٔ ساکت و درون‌گرایی بود. او از سن هفت سالگی و بعد از نخستین‌باری که به موزه لوور رفت به مصرشناسی علاقه پیدا کرد. در سن ۱۴ سالگی و بعد از تماشای فیلم سرگذشت آدل ه. (۱۹۷۵) تحت تأثیر بازی ایزابل آجانی قرار گرفت و تصمیم گرفت که بازیگر شود. مادرش ابتدا می‌ترسید که کاری همچون بازیگری برای دخترش که روحیه خجالتی و حساسی دارد، مناسب نباشد اما تصمیم گرفت که او را برای رسیدن به رویایش حمایت کند. گرین تحصیلات خود را در مؤسسه سنت پائول دراما در پاریس ادامه داد. او دوره بازیگری را در آکادمی هنرهای نمایشی وبر داگلاس در لندن گذراند و مدرک خود را دریافت کرد. بعد از اتمام تحصیل، گرین به پاریس بازگشت و در چندین نمایش به روی صحنه رفت. گرین گفته که حتی در دوران مدرسه نیز بیشتر در نقش‌های منفی و شیطانی بازی می‌کرده‌است: «به نظرم ایفای اینگونه نقش‌ها بهترین راه برای گریز و مقابله با احساسات روزمره است.»

## حرفه

### نقش‌های نخستین (۲۰۰۵–۲۰۰۱)
گرین فعالیت خود را به صورت رسمی از سال ۲۰۰۱ و زمانی که ۲۱ سال داشت با حضور در نمایش حسادت تریس فکس آغاز کرد که برایش نامزدی جایزه مولیر را به همراه داشت. یک سال بعد، او در نمایش تورکرت به روی صحنه رفت.

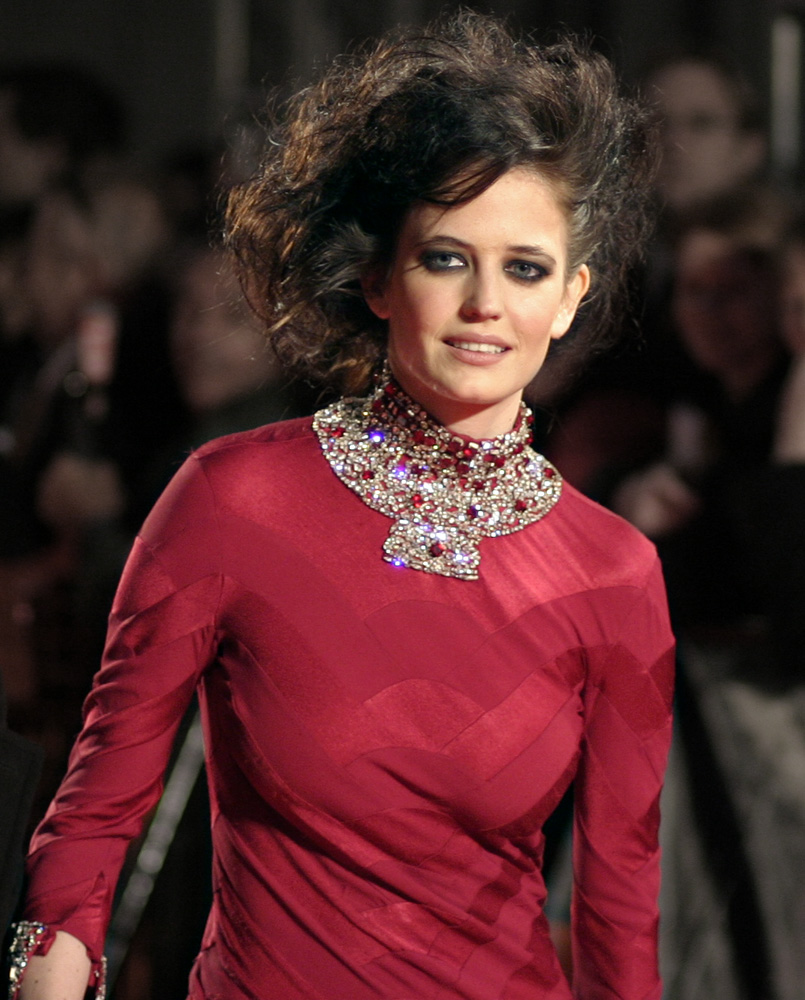
گرین در شصتمین دوره جوایز بفتا، سال ۲۰۰۷

گرین بسیار زود وارد سینما شد. او در سال ۲۰۰۲ به عنوان نقش نخست زن فیلم رؤیاپردازان (۲۰۰۳) ساخته برناردو برتولوچی انتخاب شد. فیلم و نقشی که گرین آن را ایفا می‌کرد شامل برهنگی و صحنه‌های واضح جنسی بود. گرین در طی مصاحبه‌ای به گاردین گفت که مدیر برنامه و همچنین خانواده‌اش به او التماس کردند که این نقش را رد کند زیرا گمان می‌کردند که حضور به عنوان نخستین کار سینمایی در فیلمی ساخته برتولوچی که پیش‌تر نیز آثاری با صحنه‌های صریح جنسی، از جمله آخرین تانگو در پاریس (۱۹۷۲) را ساخته، باعث خواهد شد تا وی به سرنوشت ماریا اشنایدر دچار شود که به گفته خودش بعد از همکاری با برتولوچی به ضربه روانی دچار شده بود. گرین اعلام کرد که هنگام برهنه بودن جلوی دوربین، تحت هدایت برتولوچی احساس ناراحتی نمی‌کرده‌است اما با این وجود وقتی فیلم را برای نخستین بار همراه با خانواده‌اش دیده، احساس خجالت کرده‌است. عملکرد گرین در فیلم با نظر مثبت منتقدان همراه بود و بسیاری او را از نظر چهره و سبک بازی با لیو تایلر مقایسه کردند. هنگامی فیلم برای پخش در بازار آمریکا با سانسور مواجه شد، گرین ابراز تعجب کرد و گفت: «آمریکا جایی است که خشونت هم در پرده سینمای آن وجود دارد و هم در خیابان‌های آن که ظاهرا کسی به این مسئله اهمیت نمی‌دهد. من فکر می‌کنم تنها چیزی که آن‌ها را سراسیمه می‌کند، سکس است.» بعد از موفقیت رؤیاپردازان، گرین در فیلم جنایی آرسن لوپن (۲۰۰۴) ایفای نقش کرد. او در این فیلم نقش معشوقه شخصیت آرسن لوپن را بازی کرد. گرین گفت که با وجود علاقه به حضور در نقش‌های ساده و مثبت، ترجیح می‌دهد که نقش‌های پیچیده‌تری بازی کند. آرسن لوپن با شکست هنری و تجاری همراه شد.
عملکرد خوب گرین در فیلم رؤیاپردازان باعث شد تا ریدلی اسکات، او را برای برای نقش زن اصلی فیلم تاریخی حماسی قلمرو بهشت (۲۰۰۵) انتخاب کند. داستان فیلم در دوران جنگ‌های صلیبی رخ می‌دهد و گرین نقش سیبلا را در فیلم ایفا کرده‌است. گرین، شش بار برای صحنه‌های مختلف فیلم آزمون داد و در نهایت یک هفته پیش از آغاز فیلم‌برداری به پروژه پیوست. گرین می‌گوید از آن‌جایی که دیر به پروژه اضافه شد، کمی طول کشید تا با فضای کار کنار بیاید. او تجربه بازی در این فیلم را «هیجان‌انگیز» توصیف کرد. گرین از نوع پرداخت فیلم به سوژه حساس خود بسیار راضی بود. اغلب صحنه‌های گرین در تدوین نهایی فیلم حذف شد که این مسئله ناامیدی گرین را به همراه داشت. استفانی زاکارک در سلان اجرای گرین را تحسین کرد و دربارهٔ آن نوشت: «گرین دقیقاً نمی‌دانسته با دیالوگ‌های گل‌درشت خود باید چکار کند. او برای حل این مشکل آنقدر خودش را راحت و دوست‌داشتنی در جلوی دوربین نشان داده که بیننده متوجه این مشکل نشود.» نو پیرس در بی‌بی‌سی، باوجو ضعف در شخصیت‌پردازی و مبهم بودن کاراکتر، اجرای گرین را تحسین کرد. زمانی که اعلام شد در نسخه کارگردان که طولانی‌تر از نسخه اصلی است، صحنه‌های حذف شده گرین به فیلم بازخواهد گشت، گرین بسیار خوشحال شد. توتال فیلم در نقد خود بر نسخه کارگردان به تحسین بازی گرین پرداخت و نوشت: «اکنون رفتار و کنش شخصیت سیبلا بیشتر برای ما قابل درک است. در نسخه اکران شده، سیبلا بعد از خوابیدن با بالین ابلین، کم‌وبیش عقل خود را از دست می‌دهد بدون آنکه ما دلیل آن را بفهمیم اما حالا جزئیات بسیاری دربارهٔ او می‌دانیم. از پسر کوچکش گرفته تا تصمیمی که او بعد از مبتلا شدن به جذام می‌گیرد.»

### کازینو رویال و شهرت جهانی (۲۰۱۳–۲۰۰۶)

گرین در نقش وسپر لیند در نمایی از کازینو رویال (۲۰۰۶). بازی گرین تحسین منتقدان را در پی داشت.

گرین پیشنهاد بازی در دو فیلم باغبان وفادار (۲۰۰۵) (نقشی که در نهایت به ریچل وایس رسید) و کوکب سیاه (۲۰۰۶) را رد کرد تا بتواند در بیست و یکمین فیلم از سری فیلم‌های جیمز باند با عنوان کازینو رویال ایفای نقش کند. گرین در این فیلم در نقش جاسوس دوجانبه‌ای به نام وسپر لیند ظاهر شد که وارد یک رابطه عاشقانه و پیچیده با شخصیت جیمز باند (ایفا شده توسط دنیل کریگ) می‌شود. گرین هنگامی برای این نقش انتخاب شد که مدتی از آغاز فیلم‌برداری گذشته بود. کارگردان فیلم، مارتین کمپل بعد از تماشای نسخه کارگردان فیلم قلمرو بهشت، گرین را برای این نقش انتخاب کرد: «فیلم‌نامه نهایی در کار نبود و ما فقط می‌دانستیم که یک باند گرل غیر معمول می‌خواهیم که غیر از زیبایی، ویژگی‌های دیگری نیز داشته باشد.» گرین در نهایت فیلم‌نامه را خواند و متوجه شد این شخصیت، عمیق‌ترین باند گرلی است که در فیلم‌های جیمز باند حضور داشته‌است: «نکته‌ای که برای من جذابیت داشت این بود که وسپر فقط شریک جنسی جیمز باند نبود. او یک هویت و شخصیت مستقل داشت و دارای کنش بود.» کازینو رویال یک موفقیت همه‌جانبه بود. فیلم هم با تحسین گسترده منتقدان مواجه شد و هم با فروش ۶۰۰ میلیون دلار تبدیل به پرفروش‌ترین فیلم مجموعه جیمز باند در زمان خود شد. شخصیت وسپر لیند و اجرای گرین توجهات زیادی جلب کرد و در زمینه پیچیدگی در شخصیت‌پردازی و عملکرد گرین ستایش شد. انترتینمنت ویکلی این شخصیت را در فهرست بهترین باند گرل‌های مجموعه جیمز باند، در رتبه چهارم قرار داد. آی‌جی‌ان شخصیت وسپر را بهترین زن اغواگر دانست و آن را بهترین باند گرل مجموعه جیمز باند توصیف کرد. گرین برای عملکرد خود برنده جایزه ستاره نوظهور بفتا شد و این افتخار در مراسم سالانه امپایر نیز تکرار کرد. طرفداران انگلیسی و دو آتشه مجموعه جیمز باند، از انتخاب و برنده شدن وی استقبال کردند.

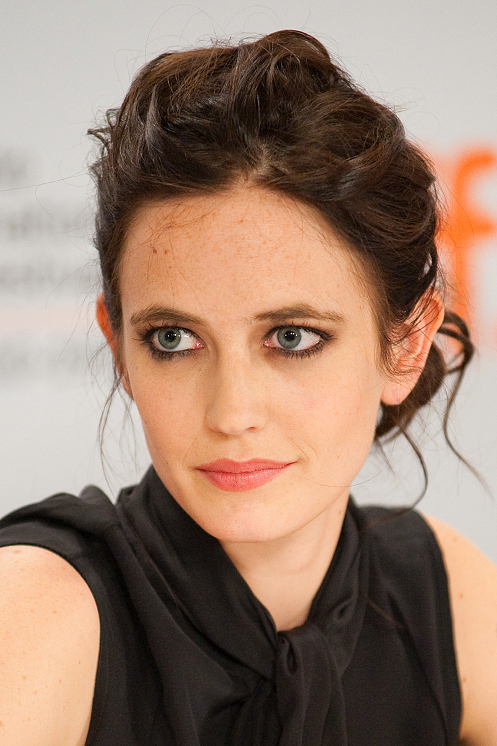
گرین در جشنواره بین‌المللی فیلم تورنتو، سال ۲۰۰۹

در سال ۲۰۰۷، گرین به گروه بازیگران پرتعداد فیلم فانتزی قطب‌نمای طلایی ساخته کریس وایتز پیوست. این فیلم که بر اساس رمان بخش نخست از سه‌گانه فانتزی نیروی اهریمنی‌اش با عنوان سپیده شمالی اثر فیلیپ پولمن اقتباس شده، علی‌رغم نظرات متوسط منتقدان، به فروش خوبی در گیشه رسید و همچنین در رشته جلوه‌های ویژه برنده جایزه اسکار و بفتا شد. باتوجه به فضای داستان، گرین ابراز امیدواری کرد که اشارات مذهبی موجود در کتاب در فیلم سانسور نشود اما با این حال بخشی از اشارات کتاب به مذهب کاتولیک در فیلم حذف شد. گرین در سال ۲۰۰۸ با یک فیلم فانتزی دیگر به پرده بازگشت. او در فیلم فرنکلین که داستان با دنیاهای موازی در ارتباط بود نقش دو هنرمند به اسم امیلیا و سالی را ایفا کرد. گرین برای طراحی و خلق دو شخصیت متفاوت و تمایز آن‌ها از یکدیگر، از دو هنرمند واقعی، یعنی سوفی کال و تریسی امین الگو گرفت. گرین این شخصیت‌ها را «پر از زندگی، بسیار شوخ‌طبع و بامزه» توصیف کرده بود.
گرین به مسیر حضور در آثار مستقل و خارج از بدنه ادامه داد. او در سال ۲۰۰۹ در درام دلهره‌آور کراکز، نخستین ساخته جردن اسکات بازی کرد. گرین در این فیلم نقش معلم مدرسه دخترانه‌ای را دارد که عاشق یکی از شاگردان خود می‌شود. فیلم با نظرات متوسط منتقدان همراه بود اما اجرای گرین به همراه دیگر بازیگران زن فیلم از جمله جونو تیمپل، ماریا والورده و ایموجن پوتس ستایش شد. در مارس همین سال، گرین در فیلم مستقل رَحِـم (۲۰۱۰) ظاهر شد که این فیلم نه در گیشه موفق بود و نه نظرات منتقدان را جلب کرد. در طی همین سال، گرین برای ایفای نقش اصلی فیلم فرانسوی راز در نظر گرفته شده بود اما در نهایت این نقش به سسیل دو فرانس رسید.
در سال ۲۰۰۹ اعلام شد که کارگردان دانمارکی، لارس فون تریه، گرین را برای نقش اصلی فیلم ضدمسیح (۲۰۰۹) در نظر گرفته‌است. گرین نیز نسبت به همکاری با فون تریه و حضور در فیلم مشتاق بود اما با اصرار مدیر برنامه‌اش و بعد از چندین جلسه با فون تریه ترجیح داد که بازی در فیلم را قبول نکند و در نتیجه شارلوت گنزبور جایگزین او شد. گرین در طی مصاحبه‌ای اعلام کرد که به دلیل روش نامتعارف فون تریه در ساخت صحنه‌های جنسی زیاد فیلم، بازی در آن را نپذیرفته‌است: «به نظرم من کاملاً با فون تریه راه آمدم و شرایط او را قبول کردم اما وقتی صحبت از سکس و برهنگی شد او کمی زیاده‌روی کرد. این رؤیای من بود که با فون تریه همکاری کنم اما معتقدم این شرم‌آور است که او صحنه‌های جنسی فیلمش را تا جایی که بتواند واقعی فیلم‌برداری می‌کند. مطمئنم اگر بازی در فیلم را قبول می‌کردم، زندگیم نابود می‌شد.»
در سال ۲۰۱۱، گرین قراردادی را با شرکت استعدادیابی آمریکایی یونایتد امضا کرد تا نماینده رسمی آن‌ها در بریتانیا باشد. در همین سال، گرین در نخستین تجربه خود در قاب تلویزیون در سریال فانتزی تاریخی کملوت از شبکه استارز و در نقش مورگان لو فی جلوی دوربین رفت. این سریال که بر اساس افسانه شاه آرتور ساخته شده با نقدهای مثبتی از سوی منتقدان و تماشاگران مواجه شد. گرین از حضور در این پروژه بسیار راضی بود: «کملوت یک داستان نمادین پیچیده‌است و من به عنوان بازیگر این فرصت را داشتم تا در طی ده قسمت، شخصیت خودم را کاوش کنم. مورگان از آن دست شخصیت‌های دوست‌دختری نیست که بتوان آن را در یک فیلم تصویر کرد. او شجاع، دلیر و حقیقتاً قدرتمند است.» یک سال بعد، گرین در نخستین تجربه همکاری با تیم برتون در فیلم فانتزی سیاه سایه‌های تاریک (۲۰۱۲) ظاهر شد. این فیلم که فضایی گوتیک دارد بر اساس سریال کلاسیک سایه‌های تاریک (۱۹۷۱–۱۹۶۶) ساخته شد و بازیگرانی همچون جانی دپ، میشل فایفر و هلنا بونهام کارتر نیز در آن ایفای نقش کردند. سایه‌های تاریک فروشی کمتر از انتظار داشت و نقدهای متوسطی دریافت کرد که عموماً متوجه ضعف فیلم‌نامه بود. با این حال عملکرد گروه بازیگران از جمله گرین ستایش شد.

### موفقیت در گیشه و تحسین منتقدان (۲۰۱۸–۲۰۱۴)

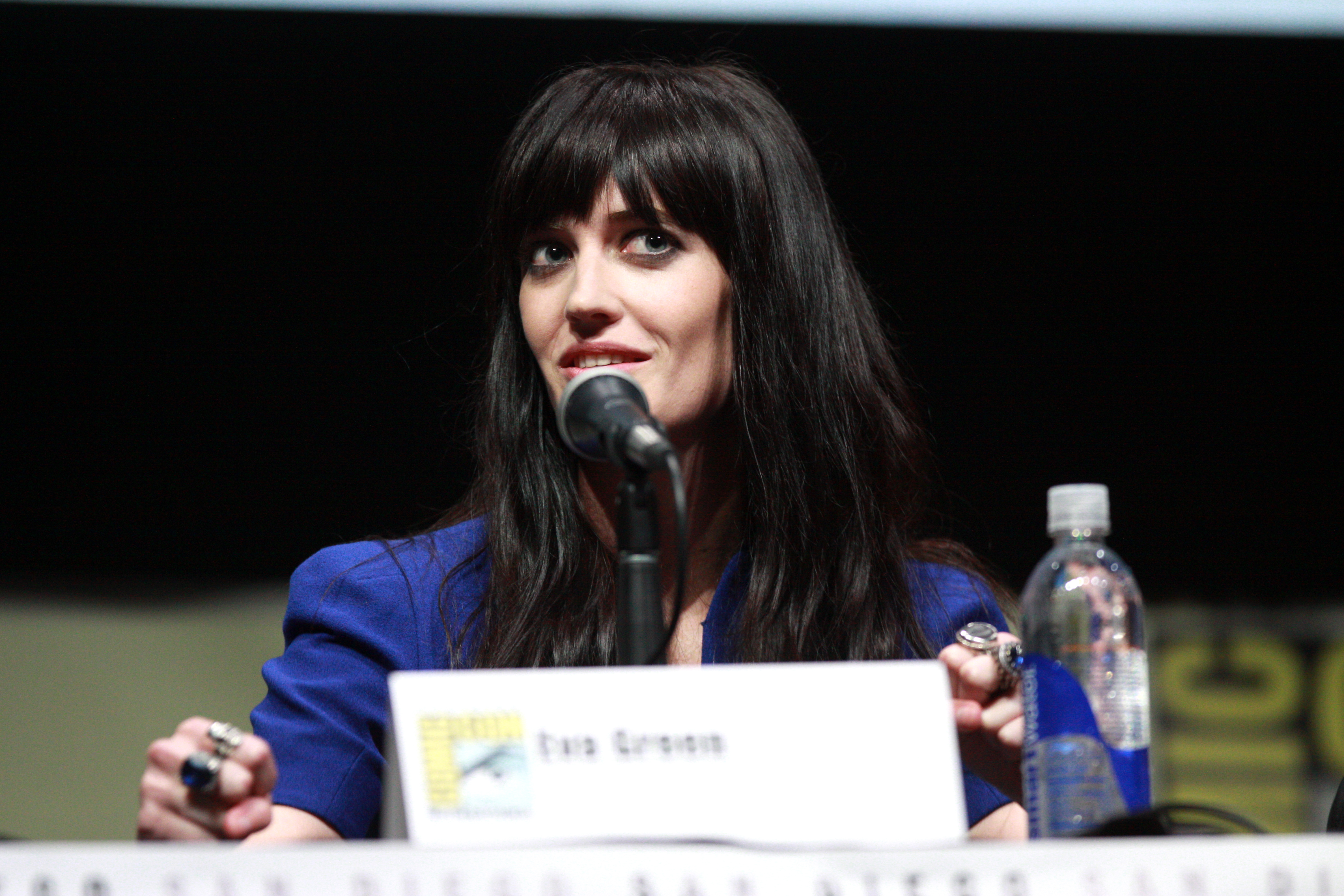
گرین در پنل تبلیغاتی ۳۰۰: ظهور یک امپراتوری در مراسم کامیک-کان سن دیگو ۲۰۱۳

از سال ۲۰۱۴ شروع دوران تازه‌ای برای گرین بود. او بعد از دو سال دوری از سینما، با چهار فیلم به پرده بازگشت. او نخست در فیلم هنری و مستقل پرنده سفید در کولاک اثر گرگ آراکی در نقش مادری ظاهر شد که با دختر نوجوان خود رابطه پر از چالشی دارد. پرنده سفید در کولاک نخستین‌بار در جشنواره فیلم ساندنس به روی پرده رفت و با واکنش متوسط منتقدان همراه شد. گرین در قدم بعدی و با ایفای نقش آرتمیس یکم در فیلم اکشن فانتزی ۳۰۰: ظهور یک امپراتوری به سینمای جریان اصلی بازگشت. داستان این فیلم که دنباله فیلم ۳۰۰ (۲۰۰۶) محسوب می‌شود دربارهٔ نبرد آرتمیزیوم است. ظهور یک امپراتوری نقدهای متوسطی دریافت کرد اما با فروش ۳۳۷ میلیون دلاری، یک موفقیت دیگر را در گیشه برای گرین ثبت کرد. اجرای گرین در نقش آرتمیس تحسین منتقدان را در پی داشت. تای بر در بوستون گلوب نوشت: «ظهور یک امپراتوری نسبت به قسمت نخست به دو دلیل فیلم بهتری است؛ سکانس‌های نبرد دریایی آن و البته یک اوا گرین که حضور باشکوهی در فیلم دارد.» رافر گازمن نیز در نیوزدی نوشت: «گرین با این تصویرسازی از یک زن اغواگر رام‌نشدنی و جدی تمام جذابیت فیلم را به خود اختصاص داده‌است.» منتقد ویلج ویس نیز اجرای گرین را «شگفت‌انگیز» توصیف کرد و آن را مهم‌ترین نقطه مثبت فیلم دانست.
در ادامه مسیر ایفای نقش زنان اغواگر، گرین نقش اوا لرد را در فیلم نئو-نوآر جنایی شهر گناه: بانویی که به خاطرش می‌کشم (۲۰۱۴) ساخته فرانک میلر و رابرت رودریگز بازی کرد. این فیلم پر بازیگر که بر اساس کتاب مصوری به همین نام ساخته شده‌است و دنباله‌ای بر فیلم شهر گناه (۲۰۰۵) محسوب می‌شود در گیشه با شکست مواجه شد و نقدهای متوسطی دریافت کرد. آخرین فیلمی که در سال ۲۰۱۴ از گرین به روی پرده رفت، فیلم دانمارکی رستگاری ساخته کریستین لورینگ بود که علی‌رغم نظرات مثبت منتقدان در گیشه موفق عمل نکرد.
از تاریخ مه ۲۰۱۴ تا سال ۲۰۱۶، تمام وقت گرین صرف بازی در مجموعه تلویزیونی فانتزی ترسناک داستان عامه‌پسند از شبکه شوتایم شد. این مجموعه که سه فصل و ۲۷ قسمت دارد توسط جان لوگان و بر اساس افسانه‌ها و شخصیت‌های اساطیری و فانتزی ایرلندی و انگلیسی مختلف ساخته شده‌است
و گرین در آن نقش زنی به اسم ونسا آیوز را بازی کرده که قدرت‌های فراطبیعی دارد. داستان عامه‌پسند به خصوص در فصل دوم و سوم با تحسین گسترده منتقدان و تماشاگران همراه بود و برنده و نامزد جوایز بسیاری شد. اجرای گرین برای او در هفتاد و سومین مراسم گلدن گلوب، نامزدی جایزه در رشته بهترین بازیگر نقش نخست زن سریال درام را به همراه داشت.
با حضور در فیلم فانتزی خانه دوشیزه پرگرین برای بچه‌های عجیب (۲۰۱۶) گرین برای دومین بار جلوی دوربین تیم برتون رفت. این فیلم که بر اساس رمانی به همین نام اثر رنسام ریگز ساخته شده‌است با بازخورد متوسط و نسبتاً خوب منتقدان همراه شد و با فروشی نزدیک به ۳۰۰ میلیون دلار یک موفقیت مالی متوسط در گیشه بود. با بازی در نقش زن اصلی فیلم درام بر اساس یک داستان واقعی (۲۰۱۷)، گرین موفق به همکاری با رومن پولانسکی شد. این فیلم در بخش خارج از مسابقه هفتادمین دوره جشنواره فیلم کن به نمایش درآمد و با واکنش متوسط منتقدان همراه شد. گرین در سال ۲۰۱۷ یک فیلم دیگر نیز به روی پرده داشت؛ درام مستقل سرخوشی اثر لیسا لانگست که در آن گرین با آلیسیا ویکاندر نقش دو خواهر را بازی می‌کنند که قاره اروپا برای پیدا کردن مقصد مرموزی پشت سر می‌گذرانند. فیلم نخستین‌بار در جشنواره بین‌المللی فیلم تورنتو به روی پرده رفت و توجه چندانی جلب نکرد.
گرین در سال ۲۰۱۸ برای فعالیت‌های هنری خود، مقام شوالیه را از میان نشان‌های هنر و ادب و فرانسه از سوی دولت این کشور دریافت کرد.

### تدوام حضور در ژانر فانتزی و تلویزیون (۲۰۱۹-اکنون)
در سومین همکاری مشترک با تیم برتون، گرین در فیلم فانتزی دامبو (۲۰۱۹) بازی کرد که بر اساس پویانمایی به همین نام (۱۹۴۱) ساخته شده‌است. همچون دو همکاری قبلی برتون و گرین، دامبو نیز واکنش متوسط منتقدان را در پی داشت و ۳۵۳ میلیون دلار فروش جهانی داشت. در همین سال، گرین نقش یک مادر فضانورد را در فیلم پروکسیما ساخته آلیس وینکور بازی کرد که این فیلم نظرات مثبت منتقدان را به همراه داشت. بازی در این فیلم، نامزدی جایزه سزار بهترین بازیگر نقش اول زن فرانسه را برای گرین به همراه داشت.
گرین بعد از مدتی دوری در سال ۲۰۲۰ با حضور در مجموعه تلویزیونی فانتزی پرفروغ‌ها از شبکه بی‌بی‌سی دو که بر اساس رمانی به همین نام ساخته شده‌است دوباره به تلویزیون بازگشت.
گرین در سال ۲۰۲۲ تنها در فیلم ترسناک نوسیبو ایفای نقش کرد که این فیلم با واکنش متوسط منتقدان مواجه شد اما عملکرد تیم بازیگری از جمله گرین مورد تقدیر قرار گرفت. در سال ۲۰۲۲، گرین همراه با ونسان کسل به تیم بازیگری مجموعه اینترنتی ارتباط اضافه شد. این سریال در سال ۲۰۲۳ توسط اپل تی‌وی پلاس منتشر شد. گرین در همین سال و پس از سال‌ها دوری از سینمای کشورش، با فیلم فرانسوی سه تفنگدار: دارتانیان به سینمای جریان اصلی بازگشت. این فیلم که بر اساس رمان مشهور سه تفنگدار اثر الکساندر دوما و در دو قسمت ساخته شد با واکنش بسیار مثبت منتقدان همراه بود و در زمینه سکانس‌های اکشن و عملکرد گرین مورد تحسین قرار گرفت.  گرین ابتدا نسبت به پذیرفتن این نقش مردد بود زیرا او از اسب سواری می‌ترسد اما در نهایت؛ خودش بدلکاری تمامی صحنه‌های اسب‌سواری را انجام داد. دنباله این فیلم با عنوان سه تفنگدار: ملیدی در دسامبر همان سال ۲۰۲۳ اکران شد و همچون قسمت نخست با واکنش بسیار مثبت منتقدان همراه بود. این دو فیلم در چهل‌ونهمین دوره جوایز سزار در شش رشته نامزد دریافت جایزه شدند.
سال ۲۰۲۴ برای گرین با انتخاب وی به عنوان یکی از داوران بخش اصلی جشنواره فیلم کن ۲۰۲۴ آغاز شد. رئیس هیئت داوران این بخش از مسابقه گرتا گرویگ بود.  در ادامه، گرین به عنوان نقش اصلی در فیلم اکشن دلهره‌آور فرشته‌های کثیف به کارگردانی مارتین کمبل حضور پیدا کرد تا ۱۸ سال پس از اکران کازینو رویال برای دومین بار با این کارگردان همکاری کرده باشد. داستان این فیلم درباره گروهی از سربازان زن آمریکایی است که در جریان خروج نیروهای آمریکایی از افغانستان در سال ۲۰۲۱ به این کشور فرستاده می‌شوند تا در پوشش پزشک برای نجات گروهی از نوجوانان گرفتار شده بین داعش و طالبان، اقدامات لازم را انجام دهند. فرشته‌های کثیف با واکنش متوسط رو به پایین منتقدان همراه بود که فیلم‌نامه و روایت آن را دچار ضعف می‌دانستند اما اجرای گرین توسط برخی منتقدان تحسین شد.

## زندگی شخصی

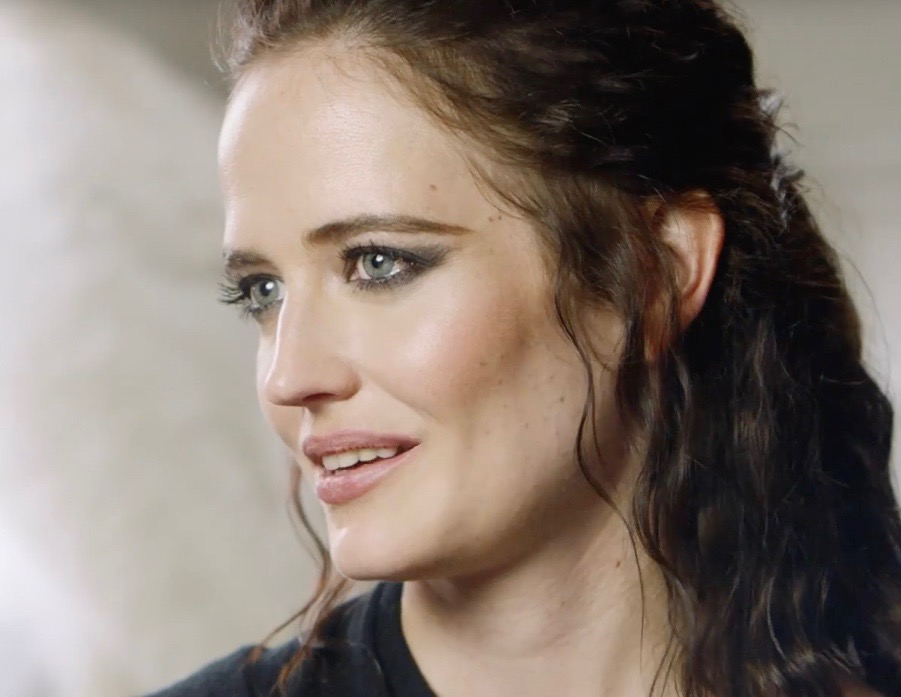
پرتره‌ای از گرین، سال ۲۰۱۸

گرین خودش را یک خوره توصیف کرده‌است. او گفته‌است: «مردم در نخستین برخورد با من احساس می‌کنند که آدم سردی هستم. من همیشه از جمعیت دوری کرده‌ام و فکر کنم برای همین به بازیگری جذب شدم. بازیگری برای من مثل نقابی است که می‌توانم به صورت بزنم و فرد دیگری باشم.» گرین تنها زندگی می‌کند و تا به حال رابطه عاشقانه‌ای نداشته‌است. به گفته خودش وقتی که کار نمی‌کند، زندگی بدون حاشیه و اتفاقی دارد. در طی یک مصاحبه از گرین سؤال شد که کدام ویژگی او مردم را غافلگیر خواهد کرد و او پاسخ داد: «به نظرم این ویژگی که من آدم اهل خانه‌ای هستم مردم را غافلگیر می‌کند. من عادت ندارم به مهمانی‌های بزرگ یا کلوپ‌ها بروم. من خانه را دوست دارم. عاشق این هستم که بعد از فیلم‌برداری به خانه برگردم، آرام کنار آتش بنشینم و مشروب بخورم و یک کتاب خوب بخوانم. خسته‌کننده است، مگه نه؟»
گرین در پاسخ به این سؤال که چرا مشتاق بازی در فیلم‌هایی است که صحنه‌های جنسی و برهنگی واضحی دارند گفته‌است: «تناقض جالبی در این قضیه وجود دارد. اعتراف می‌کنم که آدم خجالتی هستم اما خودم هم نمی‌دانم چرا این کار را می‌کنم. باید خود را به دکتر نشان بدهم!» گرین به بازی در نقش شخصیت‌های پیچیده و با روحیه تاریک علاقه خاصی دارد. او می‌گوید بازی در این نقش‌ها به او اجازه می‌دهد که احساس رهایی کند. گرین دربارهٔ نقشش در سریال فانتزی داستان عامه‌پسند اظهار داشت: «وقتی ونسا را بازی کنم، احساس این را دارم که کرست نپوشیدم. می‌دانید منظورم چیست؟ مردم احتمالاً فکر می‌کنند که خیلی بد است از بازی در چنین نقش و سریالی لذت ببری اما من این کار را می‌کنم.» البته گرین گفته‌است که برای اینکه در ورطه تکرار سقوط نکند، تلاش کرده تا نقش‌های مختلف را امتحان کند.
علی‌رغم داشتن یک خانواده تماماً یهودی، گرین خود را یک بی‌دین معرفی کرده‌است. با این وجود او خودش را یک انسان «معنوی» می‌داند و اعلام کرده که عقاید پیچیده‌ای دربارهٔ مسائل ماورایی دارد. گرین به تاکسیدرمی و حشره‌شناسی علاقه دارد و کلکسیون حشرات و جمجمه جمع‌آوری می‌کند.
گرین نسبت به بازگشت به روی صحنه نمایش ابراز علاقه کرده‌است. او اعلام کرد که برنامه و علاقه‌ای برای آنکه تمام وقت در هالیوود کار کند ندارد: «مشکل هالیوود این است که استودیوهای فیلم‌سازی آن قدرت زیادی دارند. حتی بیشتر از کارگردان قدرت دارند ولی ترجیح من پیدا کردن فیلم‌نامه و نقش خوب است.»
بعد از اتهامات آزار جنسی هاروی واینستین و راه افتادن جنبش من هم، گرین در سال ۲۰۱۷ فاش کرد که در طی یک جلسه هاروی واینستین به طرز نامناسبی قصد نزدیک شدن به وی را داشته اما گرین او را از خود رانده‌است.

## آثار

### سینما
| سال        | فیلم                                | نقش                  |
| ---------- | ----------------------------------- | -------------------- |
| ۲۰۰۳       | رؤیاپردازان                         | ایزابل               |
| ۲۰۰۴       | آرسن لوپن                           | کلاریس دِ دروکس سوبیس |
| ۲۰۰۵       | قلمرو بهشت                          | سیبلا                |
| ۲۰۰۶       | کازینو رویال                        | وسپر لیند            |
| ۲۰۰۷       | قطب‌نمای طلایی                       | مری مالون            |
| ۲۰۰۸       | فرنکلین                             | امیلیا / سالی        |
| ۲۰۰۹       | کراکز                               | خانم جی              |
| ۲۰۱۰       | رحم                                 | ربکا                 |
| ۲۰۱۱       | حس بی‌نقص                            | سوزان                |
| ۲۰۱۲       | سایه‌های سیاه                        | آنجلیک بوچارد        |
| ۲۰۱۴       | پرنده سفید در یک کولاک              | ایو کانرز            |
| ۲۰۱۴       | ۳۰۰: ظهور یک امپراتوری              | آرتمیس یکم           |
| ۲۰۱۴       | رستگاری                             | مادلاین              |
| ۲۰۱۴       | شهر گناه: بانویی که به خاطرش می‌کشم  | اوا لرد              |
| ۲۰۱۶       | خانه دوشیزه پرگرین برای بچه‌های عجیب | دوشیزه پرگرین        |
| ۲۰۱۷       | بر اساس یک داستان واقعی             | الی                  |
| ۲۰۱۷       | سرخوشی                              | امیلی                |
| ۲۰۱۹       | دامبو                               | کولت مارچنت          |
| ۲۰۱۹       | پروکسیما                            | سارا                 |
| ۲۰۲۲       | نوسیبو                              | کریستین              |
| ۲۰۲۳       | سه تفنگدار: دارتانیان               | ملیدی دی وینتر       |
| ۲۰۲۳       | سه تفنگدار: ملیدی                   | ملیدی دی وینتر       |
| ۲۰۲۴       | فرشته‌های کثیف                       | جیک                  |
| اعلام نشده | خون روی برف                         | نامشخص               |

### تلویزیون
| سال       | عنوان           | نقش          | یادداشت |
| --------- | --------------- | ------------ | ------- |
| ۲۰۱۱      | کملوت           | مورگان لو فی | ۱۰ قسمت |
| ۲۰۱۴–۲۰۱۶ | داستان عامه‌پسند | ونسا آیوز    | ۲۵ قسمت |
| ۲۰۲۰      | پرفروغ‌ها        | لدیا ولز     | ۶ قسمت  |
| ۲۰۲۳      | ارتباط          | آلیسون رودی  | ۶ قسمت  |

### بازی ویدئویی
| سال  | عنوان            | نقش       |
| ---- | ---------------- | --------- |
| ۲۰۰۸ | ۰۰۷: ذره‌ای آرامش | وسپر لیند |

## جایزه‌ها و نامزدی‌ها
| سال  | جایزه                         | رشته                                         | فیلم                                | نتیجه    | منبع    |
| ---- | ----------------------------- | -------------------------------------------- | ----------------------------------- | -------- | ------- |
| ۲۰۰۴ | جوایز فیلم اروپا              | بهترین بازیگر نقش اول زن به انتخاب تماشاگران | رؤیاپردازان                         | نامزدشده | [ ۱۳۷ ] |
| ۲۰۰۵ | جوایز برگزیده نوجوانان        | بهترین صحنه عاشقانه                          | قلمرو بهشت (همراه با اورلاندو بلوم) | نامزدشده | [ ۱۳۷ ] |
| ۲۰۰۵ | جوایز برگزیده نوجوانان        | بهترین بوسه                                  | قلمرو بهشت (همراه با اورلاندو بلوم) | نامزدشده | [ ۱۳۷ ] |
| ۲۰۰۷ | شصتمین دوره جوایز بفتا        | ستاره نوظهور                                 | کازینو رویال                        | برنده    | [ ۱۳۷ ] |
| ۲۰۰۷ | آکادمی فیلم و تلویزیون ایرلند | بهترین بازیگر بین‌المللی                      | کازینو رویال                        | نامزدشده | [ ۱۳۷ ] |
| ۲۰۰۷ | جایزه ملی فیلم انگلیس         | بهترین بازیگر زن سال                         | کازینو رویال                        | نامزدشده | [ ۱۳۷ ] |
| ۲۰۰۷ | جایزه ساترن                   | بهترین بازیگر نقش مکمل                       | کازینو رویال                        | نامزدشده | [ ۱۳۷ ] |
| ۲۰۰۷ | جوایز فیلم امپایر             | ستاره نوظهور                                 | کازینو رویال                        | برنده    | [ ۱۳۷ ] |
| ۲۰۱۵ | جوایز چین‌سا فن‌گوریا           | بهترین بازیگر زن تلویزیون                    | داستان عامه‌پسند                     | نامزدشده | [ ۱۳۷ ] |
| ۲۰۱۵ | جایزه ستلایت                  | بهترین بازیگر زن سریال درام                  | داستان عامه‌پسند                     | نامزدشده | [ ۱۳۷ ] |
| ۲۰۱۵ | جایزه گزینش منتقدان تلویزیون  | بهترین بازیگر زن سریال درام                  | داستان عامه‌پسند                     | نامزدشده | [ ۱۳۷ ] |
| ۲۰۱۶ | هفتاد و سومین مراسم گلدن گلوب | بهترین بازیگر زن سریال درام                  | داستان عامه‌پسند                     | نامزدشده | [ ۱۳۷ ] |
| ۲۰۱۶ | جایزه گزینش منتقدان تلویزیون  | بهترین بازیگر زن سریال درام                  | داستان عامه‌پسند                     | نامزدشده | [ ۱۳۷ ] |
| ۲۰۱۶ | جوایز چین‌سا فن‌گوریا           | بهترین بازیگر زن تلویزیون                    | داستان عامه‌پسند                     | برنده    | [ ۱۳۷ ] |
| ۲۰۱۷ | جوایز چین‌سا فن‌گوریا           | بهترین بازیگر زن تلویزیون                    | داستان عامه‌پسند                     | نامزدشده | [ ۱۳۸ ] |
| ۲۰۱۷ | جوایز برگزیده نوجوانان        | بهترین بازیگر زن فیلم فانتزی یا علمی‌تخیلی    | خانه دوشیزه پرگرین برای بچه‌های عجیب | نامزدشده | [ ۱۳۹ ] |
| ۲۰۲۰ | جایزه لومیر                   | بهترین بازیگر زن                             | پروکسیما                            | نامزدشده | [ ۱۴۰ ] |
| ۲۰۲۰ | جایزه سزار                    | بهترین بازیگر نقش اول زن                     | پروکسیما                            | نامزدشده | [ ۱۴۱ ] |

## واژه‌نامه
1. ↑  Joy
2. ↑  Walter Green
3. ↑  green
4. ↑  grön
5. ↑  St. Paul Drama
6. ↑  Webber Douglas Academy of Dramatic Art
7. ↑  Jalousie en Trois Fax
8. ↑  Turcaret
9. ↑  Nev Pierce
10. ↑  Emilia
11. ↑  Sally
12. ↑  Un Secret
13. ↑  United Talent Agency
14. ↑  Ty Burr
15. ↑  Rafer Guzman
16. ↑  Newsday
17. ↑  Ava Lord
18. ↑  Vanessa Ives
19. ↑  Fangoria Chainsaw Awards